# 雷斯蒂涅
雷斯蒂涅（法語：Restigné，法語發音：[ʁɛstiɲe]）是法国安德尔-卢瓦尔省的一个市镇，位于该省西部，属于希农区。

## 地理
雷斯蒂涅（47°16'53"N, 0°13'42"E）面积21.31 平方千米，位于法国中央-卢瓦尔河谷大区安德尔-卢瓦尔省，该省份为法国中西部省份，北起萨尔特省、东北接卢瓦-谢尔省，东南接安德尔省，南至维埃纳省，西临曼恩-卢瓦尔省。
与雷斯蒂涅接壤的市镇（或旧市镇、城区）包括：伯奈、布尔格伊、卢瓦尔河畔拉沙佩勒、孔坦瓦尔、卢瓦尔河畔科托。

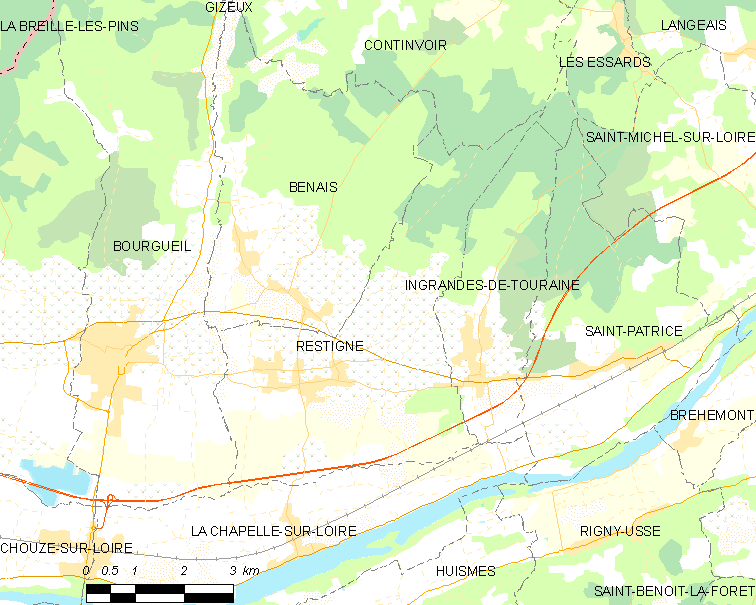
雷斯蒂涅的OSM定位图

雷斯蒂涅的时区为UTC+01:00、UTC+02:00（夏令时）。

## 行政
雷斯蒂涅的邮政编码为37140，INSEE市镇编码为37193。

## 政治
雷斯蒂涅所属的省级选区为朗热县。

## 人口

1962-2008年间雷斯蒂涅人口变化图示

雷斯蒂涅于2022年1月1日时的人口数量为1121人。